# Sarawak op de Gemenebestspelen

Vlag van Sarawak

Sarawak was een land dat deelnam aan de Gemenebestspelen, ook wel Commonwealth Games. Het land nam deel in 1958 en 1962, er werden geen medailles gewonnen. In 1958 namen alle drie de deelnemers deel aan atletiek onderdelen, dat geldt eveneens voor de zes sporters die vier jaar later deelnamen. In 1963 werd de staat onderdeel van Maleisië.

## Medailles
| Sarawak op de Gemenebestspelen | Sarawak op de Gemenebestspelen | Sarawak op de Gemenebestspelen | Sarawak op de Gemenebestspelen | Sarawak op de Gemenebestspelen | Sarawak op de Gemenebestspelen |
| ------------------------------ | ------------------------------ | ------------------------------ | ------------------------------ | ------------------------------ | ------------------------------ |
| Jaar                           | Goud                           | Zilver                         | Brons                          | Totaal                         | Rang                           |
| 1958                           | -                              | -                              | -                              | -                              | /                              |
| 1962                           | -                              | -                              | -                              | -                              | /                              |